# Венецианская птица
«Венецианская птица» (англ. Venetian Bird), в американском прокате «Убийца» (англ. The Assassin) — британский детективный триллер режиссёра Ральфа Томаса, который вышел на экраны в 1952 году.
Сценарий написал британский писатель Виктор Кэннинг (англ. Victor Canning) по собственному одноимённому роману 1950 года. Фильм рассказывает о британском частном детективе Эдварде Мёрсере (Ричард Тодд), который по поручению парижской юридической фирмы прибывает в Венецию, чтобы разыскать итальянца Ренцо Учелло (Джон Грегсон), который спас американского солдата во время Второй мировой войны. Начав расследование, Эдвард сразу же сталкивается с убийством свидетеля, а затем с серьёзным и опасным противодействием со стороны графа Бориа (Вальтер Рилла) и его приспешников. Эдвард устанавливает связь с шефом полиции Спадони (Джордж Кулурис), который подозревает его в убийстве, а также знакомится с привлекательной хозяйкой галереи Адрианой Медовой (Эва Барток), которая, как выясняется позднее, оказывается женой Учелло. В ходе поисков Эдвард первоначально приходит к выводу, что Учелло был убит немцами во время войны и похоронен в городе Мираве. Но вскоре он находит улики, свидетельствующие о том, что Учелло жив. Более того, Бориа нанял его для совершения убийства прогрессивного политического деятеля, что должно привести к государственному перевороту и установлению в стране диктатуры.
Значительная часть фильма снята на натуре в Венеции и его окрестностях, студийные съёмки проходили на студии Pinewood Studios в Лондоне.
Фильм не получил широкого признания критики, хотя и отмечалось, что это хорошо поставленный увлекательный триллер с отличными натурными съёмками и сильной актёрской игрой.

## Сюжет
Британский частный детектив Эдвард Мёрсер (Ричард Тодд) прибывает в Венецию, чтобы по поручению парижской юридической фирмы разыскать человека по имени Ренцо Учелло. Он приходит в антикварную лавку Гостини (Эрик Польманн), адрес которой использовался для корреспонденции, и забирает поступившее на его имя письмо. Это письмо поступило в ответ на опубликованное в газете объявление о премии в 20 тысяч лир тому, кто сообщит информацию об Учелло. На улицах города за Мёрсером следит группа подозрительных лиц, которые хотят помешать его расследованию. Когда он выходит из магазина, туда заходят двое из них и за деньги заставляют владельца магазина сообщить, что Мёрсеру пришло письмо от некого Карло Болдески (Сидни Тэфлер) из Палаццо Бориа, который назначил детективу встречу на этот вечер. Когда Мёрсер приближается к месту встречи, на его глазах бандиты стреляют в Болдеску и скрываются. Мёрсер помогает раненому мужчине подняться, проверяет его документы и отводит его в свою гостиницу, где перевязывает ему руку. Испуганный Болдеска заявляет, что ему ничего не известно, и сбегает через окно. В его бумажнике Мёрсер находит фото привлекательной молодой женщины. После этого детектив направляется к своей старой знакомой Розе Милетус (Марго Грэм), которая держит небольшой пансион, рассказывая о своём деле. Затем он направляется в Палаццо Бориа, шикарный дворец, в котором расположена богатая коллекции старой мебели, костюмов и гобеленов. Зайдя в здание, он встречает девушку с фотографии, Адриану Медову (Эва Барток), спрашивая её про Болдеску. Адриана отвечает, что того сегодня нет и обещает передать ему просьбу о встрече. При выходе Мёрсер уточняет у клерка Минелли (Дэвид Хёрст), что Адриана является директором галереи, а Болдеска работает привратником, но сейчас в отгулах. Адриана заходит к владельцу дворца, графу Бориа (Вальтер Рилла), высказывая опасение, что Мёрсер может быть для них опасен. Бориа однако говорит, что Балдеска мало что знает, и даже советует Адриане рассказать Мёрсеру при следующей встрече ту версию, которая ей известна, и тем самым пустить его расследование по ложному следу. После ухода Адрианы Борио отчитывает своего подчинённого Лонго (Джон Бейли) за то, что тот не предотвратил встречу Мёрсера с Балдеской.
В гостинице Мёрсера ожидают полицейские, которые проводят его в полицейский участок. Там шеф полиции Спадони (Джордж Кулурис) сообщает, что в канале выловили труп мужчины с изуродованным лицом, у которого рука была перевязана платком с именем Мёрсера на нём. Мёрсер рассказывает о своём деле, встрече с убитым и о том, как тот от него сбежал. Далее он сообщает, что разыскивает Учелло по заказу американского клиента, раненого сына которого тот спас. Учелло перенёс его на себе через горный перевал и оставил восстанавливаться в горной гостинице. Позднее в деревню пришли немцы, которые расстреляли сына. По имеющейся информации, Учелло происходит из Венеции, и если Мёрсер найдёт его, то тот получит награду как герой. После ухода Мёрсера Спадони посылает по его следу своего информатора Кассану, который работает под прикрытием уличным фотографом на площади Святого Марка. По своим каналам Спадони выясняет, что Мёрсер общается с Розой, а во время войны совершал убийства политических противников. Что касается Учелло, то он в своё время был обвинён в грабежах, убийствах и предательстве.
Мёрсер просит Розу навести справки об Адриане и знакомится с её другом, владельцем морга Бернардо (Сидни Джеймс), который сообщает, что полиция приближается к пансиону. Мёрсер выходит через служебный выход и удаляется, но Кассана его замечает. И уже вскоре на улице Спадони встречает Мёрсера, показывая ему на предвыборные плакаты Нервы, популярного политика, который прибывает на открытие крупной выставки. После расставания с шефом полиции Мёрсер у Палаццо Бориа знакомится с Нинеттой (Дженис Кейн), девочкой, которая знает Балдеску, и похоже знает что-то и об Учелло. Но в этот момент появляется Адриана, которая оказывается матерью Нинетты, и уводит девочку. За этой сценой наблюдает Кассана. После этого Мёрсер приглашает Адриану на прогулку по каналам, в ходе которой она рассказывает, что познакомилась с Учелло в конце войны и была с ним в близких отношениях. Но в конце войны он был убит в городке Мираве, и родственников у него не осталось. Мёрсер приезжает в Мираве, где мэр города (Меир Целникер) рассказывает ему, что в январе 1945 года немцы убили всех 18 постояльцев гостиницы, среди которых, согласно документам, был и Учелло. Мэр знакомит Мёрсера с местным художником Греспи (Майлс Мэллисон), который в то время был мэром, а позднее соорудил в честь погибших памятный мемориал. На мемориальной доске среди прочих высечено и имя Ренцо Учелло. После ухода Мёрсера мэра посещает сотрудница полиции Венеции (Эллин Уэй), которая выясняет, что тот рассказал детективу. Тем временем в своей мастерской Греспи рассказывает Мёрсеру, что знал Учелло, который даже работал в его мастерской. Греспи подтверждает, что Учелло убили немцы и что он лично видел его останки. При нём была фотокарточка и письма женщины из Венеции, но всё это позднее было сожжено. Перед отъездом Мёрсер осматривает мастерскую Греспи, где видит выполненный Учелло эскиз с изображением венецианской птицы. На основе этого эскиза создан крупный гобелен, который Мёрсер видел во Дворце Бориа. Греспи дарит Мёрсеру этот эскиз.
Адриана встречается с Бориа, докладывая ему, что Мёрсер уехал в Мираве, после чего граф полагает, что Мёрсер не помешает закончить ему начатое дело. По возвращении в Венецию Мёрсер направляется к Спадони, сообщая, что его миссия закончена. Затем вместе с шефом полиции он просматривает досье Учелло, согласно которому тот был вором, убийцей и мошенником, который умел втираться к людям в доверие и заставлять их действовать в его интересах. Мёрсер приходит к Розе, показывая ей рисунок Учелло. Он рассказывает, что под именем Пабло Парло тот работал в Мираве учеником каменщика и художником. По официальной версии, он похоронен в Мираве, и нет никаких документов, свидетельствующих, что он может быть жив. Мёрсер собирается пойти в Палаццо Бориа, чтобы сравнить рисунок Учелло с гобеленом. Если они совпадут, значит Учелло не было похоронен в Мираве. Детектив подозревает, что гобелен по рисунку Парло-Учелло оказался в Палаццо не случайно.
Ночью Мёрсер пробирается в Палаццо, где видит играющую Нинетту, которую Минелли вскоре уводит. Тем временем в своём кабинете Бориа встречается с Лонго и Учелло, и Мёрсер следит за ними, подслушивая разговор с балкона. Учелло говорит Лонго, что когда завтра будет покончено с Нервой, он сразу же исчезнет. Бориа требует от Учелло, чтобы Адриана ничего не узнала об их плане. Перед уходом Учелло внимательно осматривает гобелен. Мёрсер снова видит Нинетту, и в этот момент кто-то бьёт его сзади по голове. Когда он приходит в себя, то видит Бориа, которому не может дать убедительного объяснения, что он делает в галерее. Лонго и Бориа обыскивают его, после чего детектив просит показать ему гобелен. По словам Бориа, гобелен только недавно закончила Адриана на основе рисунка одного из старых мастеров. Затем Мёрсер приходит к Адриане, которая настаивает на том, что Учелло мёртв, а Болдеска находится в Милане. Мёрсер даёт Адриане понять, что она ему небезразлична, и он хочет ей помочь. Они целуются, после чего она просит его уехать как можно скорее. Когда детектив уходит, Адриана проходит в спальню к Учелло, и целуется с ним. Учелло обещает, что очень скоро они уедут из этого места и будут в безопасности, а Мёрсером займётся Бориа.
На следующее утро на площади Святого Марка Мёрсера останавливают двое людей Бориа, передавая ему пакет со 100 тыс. лир и билет на сегодняшний поезд до Парижа. Они говорят, что до сих пор не убили его только потому, что он англичанин. Мёрсер приходит к Ариадне и со словами «меня не купишь» отдаёт ей пакет с деньгами. После его ухода Адриана беседует с Учелло, а затем отправляет детективу записку с предложением встретиться вечером на вокзале, чтобы объясниться. При встрече Адриана благодарит Мёрсера за то, что он вернул деньги. Далее она рассказывает, что Учелло жив. По её словам, когда-то в далёком прошлом он случайно убил человека, потом наделал много глупостей, но во время войны был партизаном. Официально его похоронили, и он стал жить под именем Пабло Парло. Она также добавляет, что в 17 лет вышла за Учелло замуж и до сих пор состоит с ним в браке. Люди помогают Учелло, потому что высоко ценят его художественный талант. Мёрсер обещает, что не будет доносить об этом в полицию. В этот момент на Мёрсера набрасываются двое людей Бориа, и после драки ему удаётся от них сбежать. Позднее Мёрсер приходит к Адриане домой, где та ухаживает за его ранами. Он подозревает, что она знала о людях Бориа, а затем замечает у неё на балконе следы.
Утром Мёрсер приходит к Розе, выясняя, что в доме напротив Адрианы расположена фабрика муранского стекла, которая принадлежит Бориа, который встречается там с Учелло на следующий день. Мёрсер присоединяется к групповой экскурсии по фабрике, и в какой-то момент скрывается в музее стекла. Оттуда он наблюдает, как в кабинете Бориа разговаривает с Учелло, обсуждая покушение на Нерви. Бориа заявляет, что после убийства Нерви власть в стране захватят его сторонники, которые арестуют своих политических оппонентов и наведут в стране порядок. Мёрсер видит, что для Учелло подготовили винтовку, из которой он должен будет застрелить Нерви, после чего скроется в Америку. Бориа ещё раз подчёркивает, что через неделю после смерти Нерви власть захватят его сторонники, которые наведут в стране порядок. Услышав шум за ящиками, Бориа и Учелло замечают Мёрсера, который пытается бежать, но в итоге его хватают. Бориа предлагает новый план действий. Во время завтрашних мероприятий Учелло из окна застрелит Нерви, затем Лонго в этой комнате убьёт Мёрсера. Всё должно выглядеть так, что покушение на Лонго совершил Мёрсер, а затем Лонго его нашёл и уничтожил.
В ходе торжественных мероприятий праздничная процессия во главе с Нерви движется на лодках по Гранд-каналу. Около своего дворца Бориа вместе с Адрианой находятся на трибуне среди зрителей. Учелло готовится к выстрелу, сообщая Лонго, что во время войны был снайпером и убил многих немцев. Наконец, Учелло стреляет, попадая Нерви в грудь. Затем он кладёт свою винтовку в руки Мёрсеру и убегает. Лонго, который должен застрелить Мёрсера, не может решиться на выстрел, и в этот момент в комнату забегает Нинетта, отвлекая его. Вскоре на шум выстрела заходят люди. Лонго объясняет, что, услышав выстрел, сразу поднялся в эту комнату, где увидел Мёрсера с винтовкой, которого ударил по голове ручкой пистолета, и тот потерял сознание. Бориа поручает Минелли вывести всех из комнаты и сообщить о произошедшем в полицию. Когда они остаются в комнате одни, Бориа говорит Лонго, что так получилось даже лучше. Теперь полиция арестует Мёрсера и сама казнит его.
Во дворец приезжает Сколари, которому сообщают, что Нерви смертельно ранен и умрёт через несколько часов. Лонго рассказывает свою версию шефу полиции в присутствии Бориа и Учелло, которого Спадони знает как своего информатора Кассину. Кассина-Учелло указывает, что на винтовке отпечатки пальцев Мёрсера, и, кроме того, у него в кармане пакет со 100 тысячами лир. Когда Мёрсер приходит в себя, он заявляет, что слышал, как Бориа поручил Учелло совершить убийство. Затем он отравил Мёрсера, чтобы повесить убийство на него. Бориа утверждает, что вообще не знает никакого Учелло. Тогда Мёрсер обращается к Адриане, чтобы она подтвердила, что Учелло жив, и что при помощи Бориа она с ним должна была бежать из страны. Когда приводят Адриану, она заявляет, что Учелло был её мужем, но он умер и похоронен в Мираве.
Когда Спадони на мгновение отворачивается, Мёрсер выскакивает за дверь и убегает. Полиция гонится за ним по лодкам, но потом Мёрсеру удаётся смешаться с толпой и уйти дворами. Он прибегает к Розе, где Бернардо прячет его в своей каморке на крыше соседнего здания. Он настаивает на том, что Мёрсеру надо срочно бежать из страны, однако детектив полон решимости довести своё расследование до конца. По городу идёт полицейская облава не Мёрсера, и Спадони уверен, что задержит его в ближайшее время. Роза тайно заходит к Мёрсеру, говоря, что Бернардо подготовил план его побега на следующий день. На всякий случай она передаёт ему пистолет. По просьбе детектива Бернардо выясняет, что в доме напротив них расположен склад мебели, который принадлежит Бориа. Он также сообщает, что Нерви умер, и газеты называют Мёрсера убийцей. В связи со смертью Нерви на улицах начинаются волнения, полиция производит массовые аресты, облавы и досмотры. Утром, когда Мёрсер пробирается к дому Адрианы, его замечает слежка. Когда Мёрсер появляется у Адрианы, она уже собрала чемодан. Адриана обвиняет Мёрсера в убийстве Нерви, но он отвечает, что это дело рук Учелло. Вскоре появляется полиция во главе со Спадони, который видит, что Адриана собиралась бежать. Мёрсер просит Спадони разрешить продемонстрировать, как было совершено убийство. Он ведёт его по крышам домов, добираясь до окна, сквозь которое они видят Учелло, которого Спадони по-прежнему знает как Кассину, и который, по его данным, должен быть сейчас в Риме. Спадони понимает, что Кассина и есть Учелло, и что именно он убил Нерви. У него обнаруживают паспорт на другое имя и билеты на корабль. Учелло пытается бежать по крышам над площадью Святого Марка, но ударяется о молот огромных часов, падает вниз и разбивается.

## В ролях
- Ричард Тодд — Эдвард Мерсер
- Эва Барток — Адриана Медова
- Джон Грегсон — Ренцо Учелло
- Джордж Кулурис — начальник полиции Спадони
- Марго Грэм — Роза Мелитус
- Дэвид Хёрст — Минелли
- Вальтер Рилла — граф Бориа
- Джон Бейли — лейтенант Лонго
- Сид Джеймс — Бернардо
- Мартин Болли — Гуфо
- Майкл Бальфур — Моретто
- Сидни Тафлер — Болдеска
- Майлс Мэллсон — Греспи
- Эрик Полманн — Гостини
- Рэймонд Янг — Луиджи
- Ферди Мейн — Тио
- Джилл Клиффорд — Рената
- Эйлин Уэй — женщина-детектив
- Тони Лукарда — Нерва
- Дженис Кейн — Нинетта
- Меир Целникер — мэр Миравы

## История создания фильма
Популярный британский писатель Виктор Кэннинг (англ. Victor Canning) родился в 1911 году и умер в 1986 году. Начиная с 1934 года, он написал более 60 книг, в основном, это были шпионские и приключенческие романы, а также детские рассказы, несколько исторических романов о Римской и Артуровской Британии, сборники рассказов, книгу о путешествиях и несколько радиопостановок. Его популярность выпала на 1950—1970-е годы, когда он был одним из самых продаваемых авторов своей эпохи. Виктор Каннинг обращался к детективному жанру как в своей серии из четырёх романов 1960-х годов о частном детективе Рексе Карвере, так и в романе «Семейная тайна» (англ. The Rainbird Pattern) (1972), по которому Хичкок поставил фильм «Семейный заговор» (1976).
Когда в 1950 году Кэннинг выпустил роман «Венецианская птица», кинопродюсер Бетти Фокс предложила главе студии Ealing Studios Майклу Бэлкону поставить по этому роману фильм, однако тот отверг это предложение из-за того, что действие происходило в Италии, и речь шла об итальянцах, а не о британцах. Тогда Бетти Бокс обратилась к Эрлу Сент-Джону (англ.  Earl St. John) из головной компании The Rank Organisation, который отменил решение Бэлкона и дал фильму ход.
Сценарий фильма написал сам Кэннинг. Итальянские цензоры потребовали, чтобы сценарий более чётко прояснил суть политической борьбы в послевоенной Венеции, которая изображена в романе Кэннинга.
На главную роль был приглашен Ричард Тодд, который в 1950 году был номинирован на премию «Оскар» за роль в военном фильме «Горячее сердце» (1949) и добился определённого признания в американском кино с фильмами «Страх сцены» (1950) Альфреда Хичкока, «Молния бьёт дважды» (1951) и «Мужчина по имени Питер» (1954). После возвращения в Великобританию Тодд успешно сыграл в фильме «Разрушители плотин» (1955). Для съёмок в этом фильме Тодд был взят в аренду у компании Associated British, у которой был с актёром контракт. По словам Тодда, Джина Лоллобриджида хотела сняться в этом фильме, но её английский на тот момент был недостаточно хорош. Тодд также вспоминал: «Мне понравилось работать над этим фильмом, особенно с энергичным Ральфом Томасом в качестве режиссёра. Он всегда был готов увидеть смешную сторону вещей».
Фильм в основном снят на натуре в Венеции и её окрестностях. Студийные съёмки проходили в британской студии Pinewood Studios в Бакингемшире, Великобритания.
Премьера фильма в Великобритании состоялась в октябре 1952 года. В США он вышел на экраны под названием «Убийца» 17 апреля 1953 года в Нью-Йорке.
Название «Убийца», под которым фильм вышел в прокат в США, отсылает к второй половине картины, когда Мёрсер натыкается на фашистский заговор, направленный на то, чтобы ввергнуть Италию в хаос и захватить власть путем убийства популярного политического деятеля.
В 1975 году этот роман Кэннинга был экранизирован в двух эпизодах восьмого сезона детективного телесериала Си-би-эс «Мэнникс» под названием «Хищная птица, оригинальное название». Съёмки проходили на острове Санта-Каталина, который представлен неназванной латиноамериканской страной.

## Оценка фильма критикой
Историк кино Дерек Виньярд назвал картину «захватывающим британским нуарным триллером, снятым в Венеции». По его мнению, «экранизация романа Виктора Каннинга весьма хороша. В фильме есть несколько реальных сцен детективной работы, как беговых, так и интеллектуальных, атмосфера Венеции в чёрно-белом варианте здесь передана лучше, чем обычно в Technicolor, и есть несколько приятных эпизодов, включая захватывающую погоню на крыше с участием убийцы, а насилие, когда оно все-таки вспыхивает, происходит внезапно и оправданно. В конце фильма есть также приятный сюжетный поворот».
Как отмечает Вайньярд, Мёрсер в исполнении Тодда «точно попадает в образ циничного детектива, который в основном верит в свою работу и его нельзя запугать или использовать, не заплатив за это, а его готовность следовать истине, даже когда ему больше не платят, вполне соответствует устоявшимся традициям американского частного детектива». Его роман с Адрианой (Эва Барток) «разыгран хорошо, и в нём нет никаких фальшивых сантиментов. Её влечет к нему, но в её жизни есть и другие вещи, а он когда влюбляется в неё, понимает, что она вовлечена во что-то опасное». В фильме задействован преимущественно британский актёрский состав, включающий таких признанных актёров, как Эрик Полман, Джон Грегсон, Сидни Джеймс и Майкл Риппер, которые «замечательно справляются с ролями, в основном, итальянцев. Рилла как всегда играет лощёного злодея, и приятно для разнообразия увидеть Джорджа Кулуриса в более или менее положительной роли».
По мнению Вайньярда, фильм «стоит посмотреть, хотя бы для того, чтобы увидеть, как мастер саспенса, шпионажа и приключенческой школы британского триллера адаптирует свою собственную работу к экрану с первоклассным актёрским составом, умелой режиссурой и удачным использованием локации в одном из величайших городов мира».
Историк детективного жанра Кевин Бёртон Смит назвал картину «довольно говорливым, но хорошим евро-нуаром». Как написал Смит, этот «грамотный и умело сделанный небольшой фильм, пожалуй, наиболее примечателен своей кульминационной погоней на крыше и по-настоящему впечатляющей чёрно-белой операторской работой Эрнеста Стюарда».